# Риджлі (Західна Вірджинія)
Риджлі (англ. Ridgeley) — місто (англ. town) в США, в окрузі Мінерал штату Західна Вірджинія. Населення — 591 особа (2020).

## Географія
Риджлі розташоване за координатами 39°38′29″ пн. ш. 78°46′23″ зх. д. / 39.64139° пн. ш. 78.77306° зх. д. (39.641266, -78.772933).  За даними Бюро перепису населення США в 2010 році місто мало площу 0,78 км², з яких 0,75 км² — суходіл та 0,02 км² — водойми.

## Демографія
Згідно з переписом 2010 року, у місті мешкало 675 осіб у 301 домогосподарстві у складі 180 родин. Густота населення становила 871 особа/км².  Було 377 помешкань (486/км²).
Расовий склад населення:
| - 92,4 % — білих - 4,1 % — азіатів - 0,6 % — чорних або афроамериканців - 0,3 % — корінних американців |

До двох чи більше рас належало 2,5 %. Частка іспаномовних становила 0,0 % від усіх жителів.
За віковим діапазоном населення розподілялося таким чином: 21,2 % — особи молодші 18 років, 59,7 % — особи у віці 18—64 років, 19,1 % — особи у віці 65 років та старші. Медіана віку мешканця становила 40,8 року. На 100 осіб жіночої статі у місті припадало 83,9 чоловіків;  на 100 жінок у віці від 18 років та старших — 86,0 чоловіків також старших 18 років.
Середній дохід на одне домашнє господарство  становив 32 382 долари США (медіана — 21 389), а середній дохід на одну сім'ю — 52 645 доларів (медіана — 47 500). Медіана доходів становила 31 250 доларів для чоловіків та 29 583 долари для жінок. За межею бідності перебувало 21,3 % осіб, у тому числі 24,7 % дітей у віці до 18 років та 14,4 % осіб у віці 65 років та старших.
Цивільне працевлаштоване населення становило 250 осіб. Основні галузі зайнятості: освіта, охорона здоров'я та соціальна допомога — 22,8 %, роздрібна торгівля — 20,8 %, мистецтво, розваги та відпочинок — 14,0 %, виробництво — 12,8 %.